# Sainte-Marguerite-sur-Fauville
Sainte-Marguerite-sur-Fauville is een dorp en voormalige gemeente in de Franse gemeente Terres-de-Caux in het departement Seine-Maritime in de regio Normandië. De voormalige gemeente telt 778 inwoners (2014). De plaats maakt deel uit van het arrondissement Le Havre.

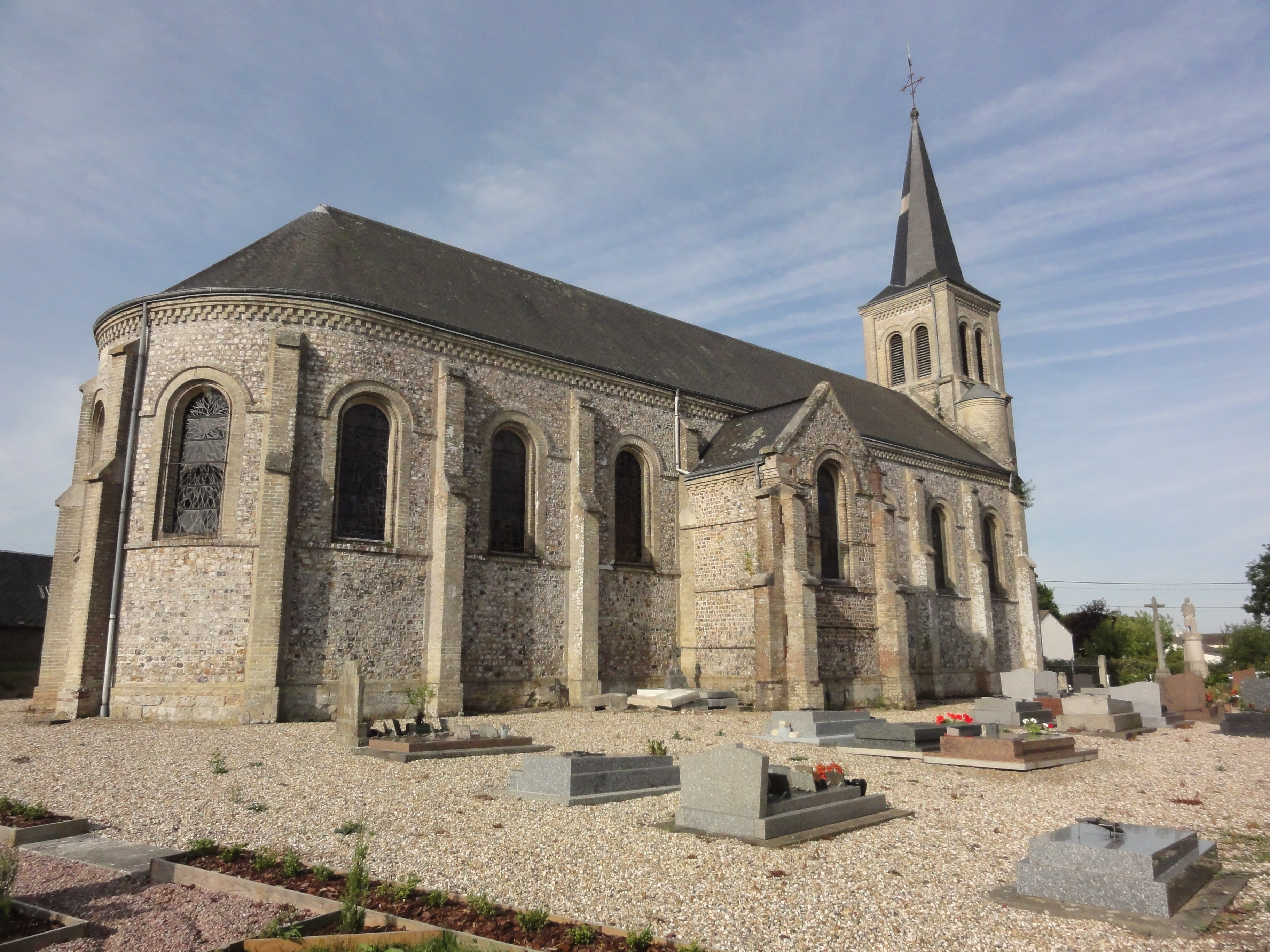
Église Sainte-Marguerite

## Geschiedenis
Oude vermeldingen van de plaats gaan terug tot rond 1240 als Sancta Margareta. De 18de-eeuwse Cassinikaart toont hier de parochie als Se. Marguerite Sur Fauville.
Op het eind van het ancien régime eind 18de eeuw, toen de gemeenten werden gecreëerd, werd Sainte-Marguerite-sur-Fauville een gemeente.
De gemeente maakte deel uit van het kanton Fauville-en-Caux tot dit op 22 maart 2015 werd opgeheven en de gemeenten werden opgenomen in het kanton Saint-Valery-en-Caux.
Op 1 januari 2017 fuseerde Sainte-Marguerite-sur-Fauville met Auzouville-Auberbosc, Bennetot, Bermonville, Fauville-en-Caux, Ricarville en Saint-Pierre-Lavis tot de commune nouvelle Terres-de-Caux.

## Geografie
De oppervlakte van Sainte-Marguerite-sur-Fauville bedraagt 3,16 km², de bevolkingsdichtheid is 88 inwoners per km².
Naast het dorpscentrum liggen op het grondgebied van Sainte-Marguerite-sur-Fauville nog een aantal gehuchtjes, waaronder Le Carouge.
De onderstaande kaart toont de ligging van Sainte-Marguerite-sur-Fauville met de belangrijkste infrastructuur en aangrenzende gemeenten.

## Bezienswaardigheden
- De Église Sainte-Marguerite

## Demografie
Onderstaande figuur toont het verloop van het inwonertal.
Deelgemeenten: Auzouville-Auberbosc · Bennetot · Bermonville · Fauville-en-Caux · Ricarville · Sainte-Marguerite-sur-Fauville · Saint-Pierre-Lavis

Overige plaatsen: Auberbosc · Le Beau Soleil · Le Boos · Le Bout Joyeux · Le Carouge · La Chaussée de Saint-Pierre · Joyeux (Auzouville-Auberbosc · La Londe · Roncherolles